# Statsministerens stedfortræder (Sverige)
Statsministerens stedfortræder (svensk: Ställföreträdande statsminister) er en funktion i den svenske regering. Posten blev oprettet i 1975, da Regeringsformen af 1974 trådte i kraft. Før 1975 var det udenrigsministeren, der fungerede som statsministerens stedfortræder.  
Statsministerens stedfortræder har ofte haft titlen vicestatsminister. De to poster blev adskilte i 2014.

## Vicestatsministre 1975 – 2014
Fra 1975 til 2014 havde statsministerens stedfortræder ofte titlen vicestatsminister.
Denne liste er ufuldstændig; hjælp gerne med at udfylde den.
- 1982 – 1986: Ingvar Carlsson, miljøminister, derefter statsminister.
- 1994 – 1995: Mona Sahlin, ligestillingsminister, afgående partisekretær, senere partileder.
- 2003 – 2004: Marita Ulvskog, kulturminister, derefter partisekretær, var ikke vicestatsminister.
- 1. – 31. oktober 2004: Laila Freivalds, udenrigsminister, var ikke vicestatsminister.
- 2006 – 2010: Maud Olofsson, partileder for Centerpartiet.
- 2010 – 2014: Jan Björklund, partileder for Folkpartiet liberalerna.

## Statsministerens stedfortrædere fra 2014
Fra 2014 er det ikke længere vicestatsministeren, der fungerer som statsministerens stedfortræder. 
- 2014 – nu: Margot Wallström, udenrigsminister.

## Titulære vicestatsministre fra 2014
- 2014 – 2016: Åsa Romson, partileder (talsperson) for Miljöpartiet de Gröna.
- 2016 – nu: Isabella Lövin, afgående partileder (talsperson) for Miljöpartiet de Gröna.